# Povodí Labe (státní podnik)
Povodí Labe, státní podnik je státní podnik se sídlem v Hradci Králové. Jeho náplní je správa významných vodních toků, činnosti spojené se zjišťováním a hodnocením stavu povrchových a podzemních vod. Územní působnost pokrývá především oblast povodí Labe nad soutokem s Vltavou, vlastní Labe pod tímto soutokem a také povodí přítoků Odry v Libereckém a Královéhradeckém kraji. Jeho zakladatelem je Ministerstvo zemědělství.

## Historie
Předchůdcem podniku Povodí Labe byly v Hradci Králové Krajské vodohospodářské rozvojové a investiční středisko (1961-1965) a Okresní vodohospodářská správa (1961-1965). Později vzniklo Ředitelství vodních toků, závod Správa povodí Labe (1966-1967) a Ředitelství vodních toků, oborový podnik, a Správa povodí Labe, oborový podnik (1967-1969), z nichž vzniklo Povodí Labe, podnik pro provoz a využití vodních toků (1969-1988; 1979-1980 budováno vlastní sdružené výpočetní středisko). Dále následovaly tyto organizace: Povodí Labe, Hradec Králové (1989-1990; ), Povodí Labe, státní příspěvková organizace (1991-1993) a Povodí Labe, a. s. (1994-2000).
Z posledně jmenovaného subjektu vznikl k 1. lednu 2001 na základě zákona č. 305/2000 Sb., o povodích, státní podnik Povodí Labe, který byl zapsán do obchodního rejstříku 23. ledna 2001. Zakládací listina však byla ministerstvem zemědělství vydána až 23. dubna téhož roku. Ta byla 12. února 2002 nahrazena novou.

### Přehled ředitelů podniku Povodí Labe
| Funkční období | Jméno |
| -------------- | --- |
| 1988-1991      | Ing. Jiří Koucký (státní podnik byl založen zakládací listinou ministerstva lesního a vodního hospodářství a dřevozpracujícího průmyslu České socialistické republiky ze 23. prosince 1988 č.j. 222/OKOŘ/88 a do podnikového rejstříku zapsán 29. prosince 1988, 7. února 1991 byla zřízena státní příspěvková organizace Povodí Labe) |
| 1991-2012      | Ing. Tomáš Vaněk (1. ledna 1994-23. ledna 2001 Povodí Labe, a. s.) |
| 2012-2013      | Ing. Marián Šebesta (pověřený řízením státního podniku) |
| 2013           | Ing. Václav Beránek |
| Od 2013        | Ing. Marián Šebesta (nejprve opět pouze pověřen řízením státního podniku, později ke dni 3. 12. 2013 jmenován generálním ředitelem) |

## Poslání
Hlavním posláním podniku je zejména:
- výkon funkce správce povodí, správce významných a určených drobných vodních toků v oblasti povodí Horního a středního Labe a vlastního toku Labe od soutoku s Vltavou u Mělníka po státní hranici se SRN u Hřenska;
- provoz a údržba vodních děl ve vlastnictví státu, s nimiž má právo hospodařit;
- výkon práva hospodařit s dalším nemovitým i movitým majetkem, který je rovněž ve vlastnictví státu a je Povodí Labe svěřen k plnění úkolů a provozování podnikatelské činnosti;
- nakládání s vodami z hlediska množství a jakosti v rámci soustavy vodních toků a vodních děl, které spravuje nebo provozuje, podle podmínek stanovených vodoprávními úřady;
- vytváření předpokladů a podmínek pro racionální, šetrné a ekologicky únosné využívání povrchových a podzemních vod, vodních toků a svěřeného hmotného i nehmotného majetku pro povolené nebo oprávněné účely.

## Struktura
Do konce roku 2015 byl podnik rozdělen na pět závodů:
- závod Hradec Králové – zahrnoval provozy v Hradci Králové, ve Dvoře Králové, Jičíně, Žamberku a Pouchově.
- závod Pardubice – zahrnoval provozy v Čáslavi, v Pardubicích a ve Vysokém Mýtě.
- závod Jablonec nad Nisou – zahrnoval provozy v Liberci, v Mladé Boleslavi a v Turnově.
- závod Střední Labe – zahrnoval provozy v Kolíně, v Kostomlatech, v Pardubicích a v Mělníku.
- závod Dolní Labe – zahrnoval provozy v Děčíně, v Litoměřicích, v Roudnici a ve Vaňově.

Od 1. ledna 2016 byl podnik restrukturalizován (místo dosavadních pěti) do tří závodů:
- závod v Jablonci nad Nisou, jehož ředitelem je Ing. Bohumil Pleskač,
- závod v Pardubicích, jehož ředitelem je Ing. Petr Michalovich,
- závod v Roudnici nad Labem, jehož ředitelem je Bc. Ing. Jan Zajíc.

Ředitelství státního podniku zůstává v Hradci Králové, obdobně generálním ředitelem zůstává Ing. Marián Šebesta. Územní působnost a rozsah vykonávaných činností státního podniku jako celku se nemění. Zachován je i systém vrcholového managementu se třemi odbornými řediteli – investičním (Ing. Petr Martínek), technickým (Ing. Pavel Řehák) a finančním (Ing. Marie Dušková).

## Policejní vyšetřování
Od poloviny listopadu 2018 vyšetřuje severočeský odbor hospodářské kriminality Policie České republiky veřejné zakázky zadávané Povodím Labe v letech 2009 – 2018 pro jednu konkrétní společnost, které následně provádělo vlastní mechanizací přes druhou konkrétní společnost zpět samo Povodí Labe.  Současně Policie České republiky vyšetřuje to, jakým způsobem generální ředitel Povodí Labe prošetřil sdělení zaměstnance z ledna 2018, kterým byl na podezření ze spáchání protiprávního činu konkrétně upozorněn.